# Mycobacterium leprae
Mycobacterium leprae es una especie bacteriana,  también conocida con el nombre de bacilo de Hansen, es la bacteria que causa la lepra o «enfermedad de Hansen». Es intracelular y pleomórfica, aunque usualmente tiene forma de bastón, es ácido-alcohol resistente, aerobia y sólo remotamente emparentada con Mycobacterium tuberculosis.
Fue la primera bacteria patógena descubierta en tejidos infectados. Fue descubierta en 1874 por G. Armauer Hansen en Noruega. Presenta una longitud  entre 1 y 7 micras y un espesor entre 0,3-0,5 micras. Este organismo nunca ha podido ser multiplicado exitosamente en un medio de cultivo artificial.
Mycobacterium leprae es sensible a las dapsonas (el primer tratamiento efectivo descubierto para la lepra), pero resistente a los antibióticos desarrollados posteriormente. Normalmente se necesita una combinación de dapsona, rifampicina y clofazimina (tratamiento recomendado por la OMS).
Las bacterias del género Mycobacterium contienen una membrana citoplasmática formada por una bicapa lipídica similar a las restantes eubacterias. Por encima de esta membrana se encuentra el rígido peptidoglicano que contiene N-glucolilmurámico en lugar de N-acetilglucosamina. Por medio de una unión fosfodiéster, el peptidoglicano se halla unido covalentemente al arabinogalactano, un polímero de arabinosa y galactosa. En la porción más distal y externa de los arabinogalactanos se hallan fijados los ácidos micólicos que tienen cadenas carbonadas largas (C60 a C90). 
Los glucolípidos son un grupo de compuestos (micolatos de trealosa, sulfolípidos, micósidos, etc) que se encuentran asociados no covalentemente a los ácidos micólicos y se ubican periféricamente en la pared. Los micolatos de trealosa (llamados factores de cordón porque su presencia produce cultivos que tienen forma de cordones serpenteantes) y sulfolípidos se encuentran principalmente en las cepas de Mycobacterias más virulentas. El lipoarabinomanano (LAM) es un compuesto que se halla anclado en la membrana citoplasmática. El LAM es considerado como el equivalente mycobacteriano del lipopolisacárido de las Gram negativas debido a que provoca una importante respuesta antimicrobiana en macrófagos. En las cepas de Mycobacterias más virulentas la arabinosa terminal del LAM está recubierta con residuos de manosa (manLAM) a diferencia de las cepas no virulentas no están recubiertas (AraLAM). Además, el LAM también podría servir como poro para el paso de los nutrientes a través de la pared celular. En la pared celular también se encuentran proteínas inmunoreactivas que son utilizadas con fines diagnósticos (PPD). 
La lepra es una infección causada por el Mycobacterium leprae que es un parásito intracelular obligado que se multiplica lentamente en células fagocitarias mononucleares como los histiocitos de la piel y en las células de Schwann de los nervios.

## Genoma
Mycobacterium leprae tiene el periodo más largo de duplicado de todas las bacterias conocidas.  La comparación de la secuencia genómica de Mycobacterium leprae con el de Mycobacterium tuberculosis revela un caso extremo de evolución reductiva.  Menos de la mitad del genoma contiene genes funcionales. La destrucción y decaimiento de genes aparece sustancial para eliminar muchas e importantes actividades metabólicas y sus circuitos regulatorios.
La secuencia genómica de una cepa de M. leprae, originalmente aislada en Tamil Nadu y designada TN, se ha completado recientemente. Esa secuencia se obtuvo por combinaciones de aproximación, empleando análisis automáticos de secuencias de ADN de ciertos cósmidos y clones de genomas enteros del tipo  'shotgun'. La secuencia de genoma contiene 3.268.203 de pares de bases (bp), y un promedio de  contenido G+C de 57,8%, valores mucho más bajos que los que corresponden a M. tuberculosis, que son de 4.441.529 bp y 65,6% G+C.  Hay 1500 genes comunes a ambas especies.  Su análisis comparativo sugiere que estas micobacterias derivan de un ancestro común.  La reducción desde un genoma de 4,42 Mb, tal como en M. tuberculosis, a uno de 3,27 Mb necesita de una pérdida de 1200 secuencias de códigos de proteínas.  Hay evidencia que muchos de los genes  presentes en el genoma de M. leprae realmente se han perdido.

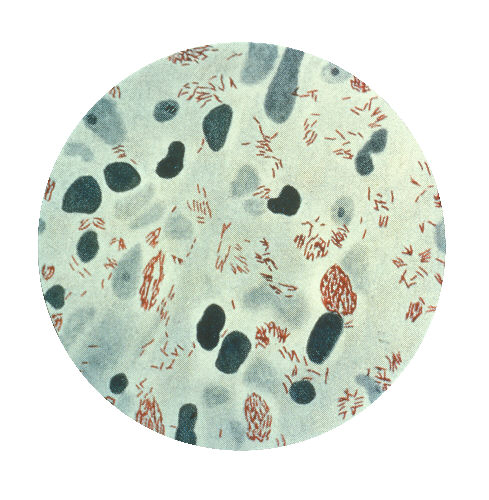
Mycobacterium leprae

La información del genoma completo puede ser útil en el desarrollo de pruebas diagnósticas cutáneas, la comprensión del mecanismo de daño nervioso, resistencia a drogas y para poder identificar nuevas drogas para tratar la lepra y sus complicaciones.